# Ust-Katav

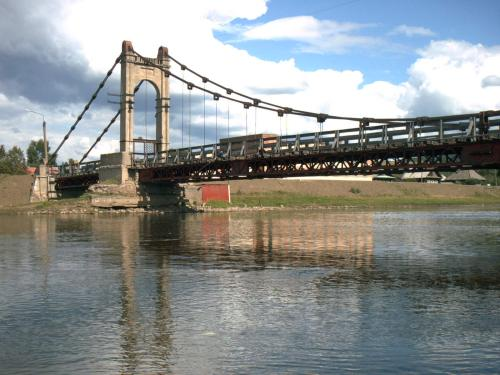
Brianskbron över Jurjuzan

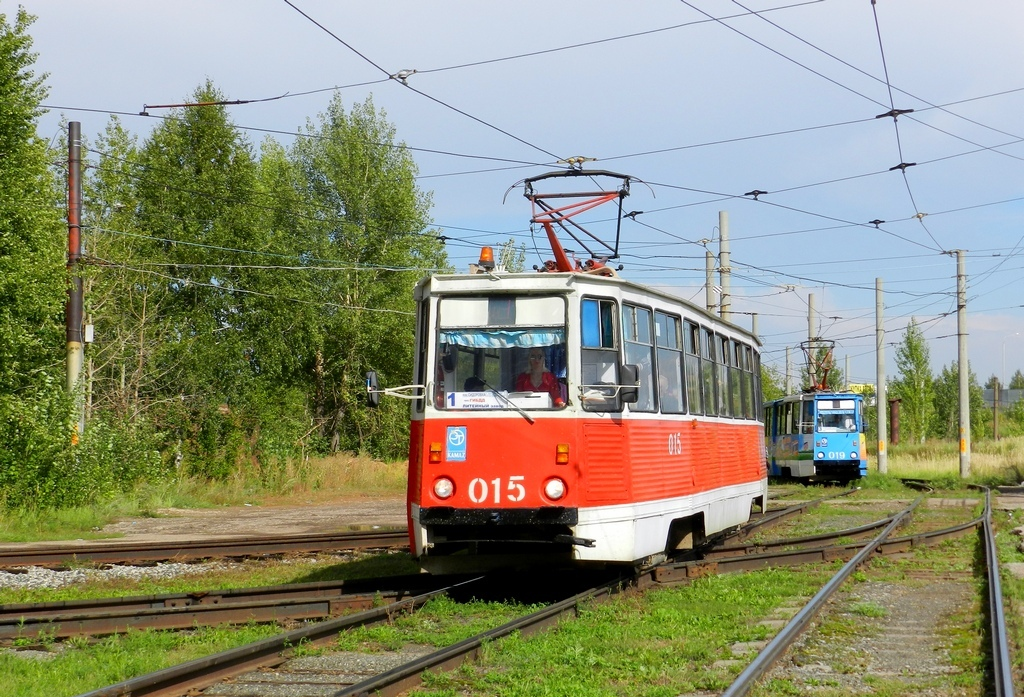
Spårvagnar av modell KTM-5, tillverkade av Ust-Katavs järnvägsvagnsfabrik

Ust-Katav (ryska: Усть-Катав) är en stad i Tjeljabinsk oblast i Ryssland. Den har 23 169 invånare (2013).
Vid Ust-Katav flyter floden Katav in i floden Jurjuzan. Staden ligger också nära Transsibiriska järnvägen och vid den så kallade "Ural-motorvägen" M-5.
Ust-Katav grundades 1758 och blev stad 1942. Den grundades på basis av lokal förekomst av järnmalm. Där anlades kvarn, sågverk och senare ett stålverk. Stålproduktionen var betydelsefull under 1800-talet. År 1889 anslöts staden till det ryska järnvägsnätet. 
I staden finns Ust-Katavs järnvägsvagnsfabrik, som är en av världens största tillverkare av spårvagnar.